# Octroi de Melun
L'octroi de Melun est un bâtiment du début du XXe siècle situé à Fontainebleau, en France.

## Situation et accès
L'édifice est situé au no 44 du boulevard du Maréchal-Foch (anciennement, de Melun), à l'angle avec le boulevard Thiers, tout au nord de la ville de Fontainebleau, à sa sortie vers Melun. Plus largement, il se trouve dans le département de Seine-et-Marne, en région Île-de-France.

## Histoire

### Ancien bureau
Attenant à l'ancien octroi du boulevard de Melun, une cabane de planches en appentis, servant d'agrandissement au bureau, fait l'objet fin 1905 d'une demande de démolition de la part de Charles Berger, propriétaire d'un terrain situé plaine de la Chambre afin d'en garantir l'accès. La demande, qui fait alors l'objet d'un rapport très documenté du conseiller Marie, est renvoyée par le conseil municipal, le 27 décembre aux commissions du contentieux et de l'octroi qui doivent demander à Berger de produire ses titres. À ce sujet, le maire Charles Lefèvre reçoit en 1908 la copie d'un mémoire introductif d'instance déposé au greffe du conseil de Préfecture par l'avoué Chambeau, au nom du propriétaire Berger, et qu'il communique le 22 mai au conseil municipal en précisant que s'il n'a pas été « donné suite au projet qui avait été étudié, c'est parce qu'il a toujours été question de la suppression des octrois », avec des dépenses pour ce problème inutiles. Durant cette séance, le conseiller Bellanger en profite pour demander la possibilité « d'étudier un projet ayant pour but le transfert du bureau d'octroi du boulevard de Melun dans un endroit mieux approprié à sa destination » ; jugeant ici une possibilité d'embellissement du quartier, il suggère par ailleurs, une demande aux propriétaires riverains de participer « dans une mesure raisonnable dans la dépense qu'occasionnerait le déplacement de ce bureau ». De nouveau, une réclamation de Berger, demandant la suppression du petit bâtiment d'agrandissement, est lue par le maire le 6 novembre, le conseil municipal donnant alors « toutes autorisations nécessaires pour défendre devant le conseil de Préfecture les intérêts de la Ville contre [cette] réclamation ».

### Nouvelle construction
Au début du XXe siècle, l'ancien bureau d'octroi doit être démoli au profit d'un nouveau, dans un quartier où fleurissent de nouvelles villas de style Art nouveau. Une convention avec le propriétaire de la maison voisine est d'abord signée. La construction nécessite cependant un expédient : la Ville de Fontainebleau a besoin d'un terrain forestier environnant pour y construire ce nouvel édifice. Ainsi, lors de sa séance du 8 avril 1910, le conseil municipal exprime « l'avis le plus favorable » sur le projet de l'acquérir. Mais ce terrain n'est d'abord concédé que de facto. Lors de la séance du 13 mai 1910, le maire donne lecture d'une lettre de Mme Dusaucy demandant la démolition du bureau d'octroi, mais le conseil décide de ne pas donner suite, « considérant qu'en présence des diligences qui sont actuellement faites pour l'acquisition du terrain nécessaire à l'édification du bureau d'octroi, il y a tout lieu d'espérer que la nouvelle construction sera terminée dans le délai imparti à la Ville pour la démolition du bureau actuel ». Le nouveau bureau est finalement mis en service le 5 novembre 1911. En occupant temporairement la partie de forêt nécessaire à la construction, la ville doit payer une redevance annuelle de 450 francs : le conseil municipal, en sa séance du 10 novembre 1911 et sur proposition du maire Charles Lefèvre, vote une somme de 300 francs pour payer la location partielle pour l'année 1911. Les pourparlers entre la Ville, l'administration des Domaines et l'administration des Eaux et Forêts se prolongent de leur côté jusqu'en mars 1912, époque à laquelle la Ville acquit enfin de jure le terrain du Domaine forestier. Celui-ci s'avère même plus grand que nécessaire et le surplus est revendu.

## Structure
La maison est bâtie en briques claires. Son intérieur s'harmonise avec l'extérieur, donnant un ensemble qui se démarque des constructions de ce type. 